# Alatiliparis
Alatiliparis je rod orhideja smješten u tribus Malaxideae, dio potporodice Epidendroideae. Postoji 14 vrsta koje rastu po Javi i Sumatri.
Rod je opisan 2001. a u njega su bile uključene 5 vrsta. Godine 2020. u njega je uključeno još 9 vrsta kojew su izdvojene iz roda Liparis.

## Vrste
1. Alatiliparis angustiflora (J.J.Sm.) Szlach. & Marg.
2. Alatiliparis aptenodytes (J.J.Sm.) Ormerod & Juswara
3. Alatiliparis auriculifera (J.J.Sm.) Ormerod & Juswara
4. Alatiliparis aurita (Ridl.) Ormerod & Juswara
5. Alatiliparis bilobulata (J.J.Sm.) Ormerod & Juswara
6. Alatiliparis cameronica (P.T.Ong & P.O´Byrne) Ormerod & Juswara
7. Alatiliparis decurrens (Blume) Ormerod & Juswara
8. Alatiliparis filicornes Marg. & Szlach.
9. Alatiliparis hirundo (Holttum) Ormerod & Juswara
10. Alatiliparis lepanthes (Schltr.) Szlach. & Marg.
11. Alatiliparis leucophaea (Schltr.) Ormerod & Juswara
12. Alatiliparis otochilus Marg. & Szlach.
13. Alatiliparis speculifera (J.J.Sm.) Szlach. & Marg.
14. Alatiliparis spiralipetala (J.J.Sm.) Ormerod & Juswara